# Brwa Nouri
Brwa Hekmat Nouri (* 23. Januar 1987 in Urmia, Iran) ist ein irakisch-schwedischer Fußballspieler. Der Mittelfeldspieler durchlief mehrere schwedische Nachwuchsnationalmannschaften, ehe er zwischen 2016 und 2018 in der irakischen Nationalmannschaft auflief. Mit Bali United gewann er zweimal den indonesischen Meistertitel, mit Östersunds FK den schwedischen Landespokal.

## Werdegang
Nouri kam mit seiner kurdischen Familie als Einjähriger nach Schweden. Dort begann er bei Vasalunds IF mit dem Fußballspielen und debütierte 2003 im schwedischen Auswahltrikot, als er für die U-16-Auswahlmannschaft der Nordeuropäer auflief. 2004 wechselte er in die Jugendabteilung des AIK, wo er einerseits mit der U-19-Nachwuchsmannschaft den schwedischen Meistertitel in der Juniorallsvenskan gewann sowie zeitweise mit der Erwachsenenmannschaft trainierte und mit ihr in Trainingsspielen gegen andere Vereine auflief. Im Oktober 2005 debütierte er für AIK in der zweitklassigen Superettan, am Ende der Zweitliga-Spielzeit 2005 stieg er mit dem Klub in die Allsvenskan auf. Dort kam er jedoch nicht zum Zug, so dass ihn der Klub ab Sommer für den Rest der Saison an Åtvidabergs FF verlieh. Nach fünf Ligaeinsätzen kehrte er zum Jahresende zurück, wurde aber anschließend an den seinerzeitigen Zusammenarbeitsklubs Väsby United abgegeben, mit dem er 2007 aus der drittklassigen Division 1 in die Superettan aufstieg. Im Sommer 2008 wechselte er auf Leihbasis erneut von AIK in die dritte Liga, dieses Mal zu Gröndals IK.
2009 wechselte Nouri in die viertklassige Division 2, wo er sich Dalkurd FF anschloss. Mit dem Klub stieg er am Ende des Jahres in die Drittklassigkeit auf, mit neun Saisontoren gehörte er dabei zu den Leistungsträgern. Auch in den folgenden Jahren glänzte er als Torschütze und Vorbereiter. Nachdem er 2013 mit dem Klub als Vizemeister erst in den Relegationsspielen gegen IFK Värnamo den Aufstieg in die Superettan verpasst hatte, wechselte er zum Zweitligisten Östersunds FK. Unter Trainer Graham Potter war er auf Anhieb Stammspieler und stieg mit der Mannschaft am Ende der Zweitliga-Spielzeit 2015 als Vizemeister hinter Jönköpings Södra IF erstmals in der Vereinsgeschichte in die Allsvenskan auf. Während der Klub sich als Tabellenachter im mittleren Tabellenbereich platzierte, avancierte Nouri zum irakischen Nationalspieler und debütierte im Oktober 2016 im Rahmen der Qualifikation zur Weltmeisterschaftsendrunde 2018 in der irakischen Auswahl. Nach dem Wechsel von Alex Dyer zum Ligakonkurrenten IF Elfsborg nach Ende der Spielzeit 2016, wurde Nouri unterdessen dessen Nachfolger als Mannschaftskapitän. In dieser Funktion führte er die Mannschaft im Sommer 2017 ins Endspiel um den schwedischen Fußballpokal. Durch einen 4:1-Erfolg über IFK Norrköping durch Tore von Samuel Mensiro, Hosam Aiesh, Alhaji Gero und Saman Ghoddos bei einem Gegentreffer von Linus Wahlqvist gewann er den Titel und qualifizierte sich somit für den Europapokal. In der UEFA Europa League 2017/18 erreichte die Mannschaft anschließend nach Erfolgen über Galatasaray Istanbul und PAOK Thessaloniki die Gruppenphase. 
Im August 2018 wechselte Nouri zu dem indonesischen Erstligisten Bali United. Dort blieb abgesehen von einer kurzzeitigen Leihe zum irakischen Klub Zakho FC während einer Pausierung des indonesischen Spielbetriebs Anfang 2021 die folgenden fünf Jahre. Während dieser Zeit bestritt er über hundert Spiele in der Liga 1, 2019 und 2022 gewann er mit dem Klub unter Trainer Stefano Cugurra dabei jeweils den nationalen Meistertitel und wurde 2022 neben den Mannschaftskameraden Éber Bessa und Ilija Spasojević in die Mannschaft der Liga-1-Saison aufgenommen.
Im Sommer 2023 kehrte Nouri nach Schweden zu Dalkurd FF zurück, der in der Division 1 zum Transferzeitpunkt als Tabellenführer um den Wiederaufstieg in die Zweitklassigkeit kämpfte. Als Tabellendritter hinter Sandvikens IF und Neuling Nordic United FC wurde die angestrebte Rückkehr verpasst, Nouri hatte dabei in der zweiten Saisonhälfte alle 16 möglichen Spiele bestritten.